# Cam Stones
Cameron Stones (født 5. januar 1992) er en canadisk bobslædefører.
Han repræsenterede Canada under de olympiske vinterlege 2018 i Pyeongchang, hvor han sluttede på en 12. plads i firer-bob.
Under Vinter-OL 2022 i Beijing, tog han bronze i firer-bob.